# John Abercrombie

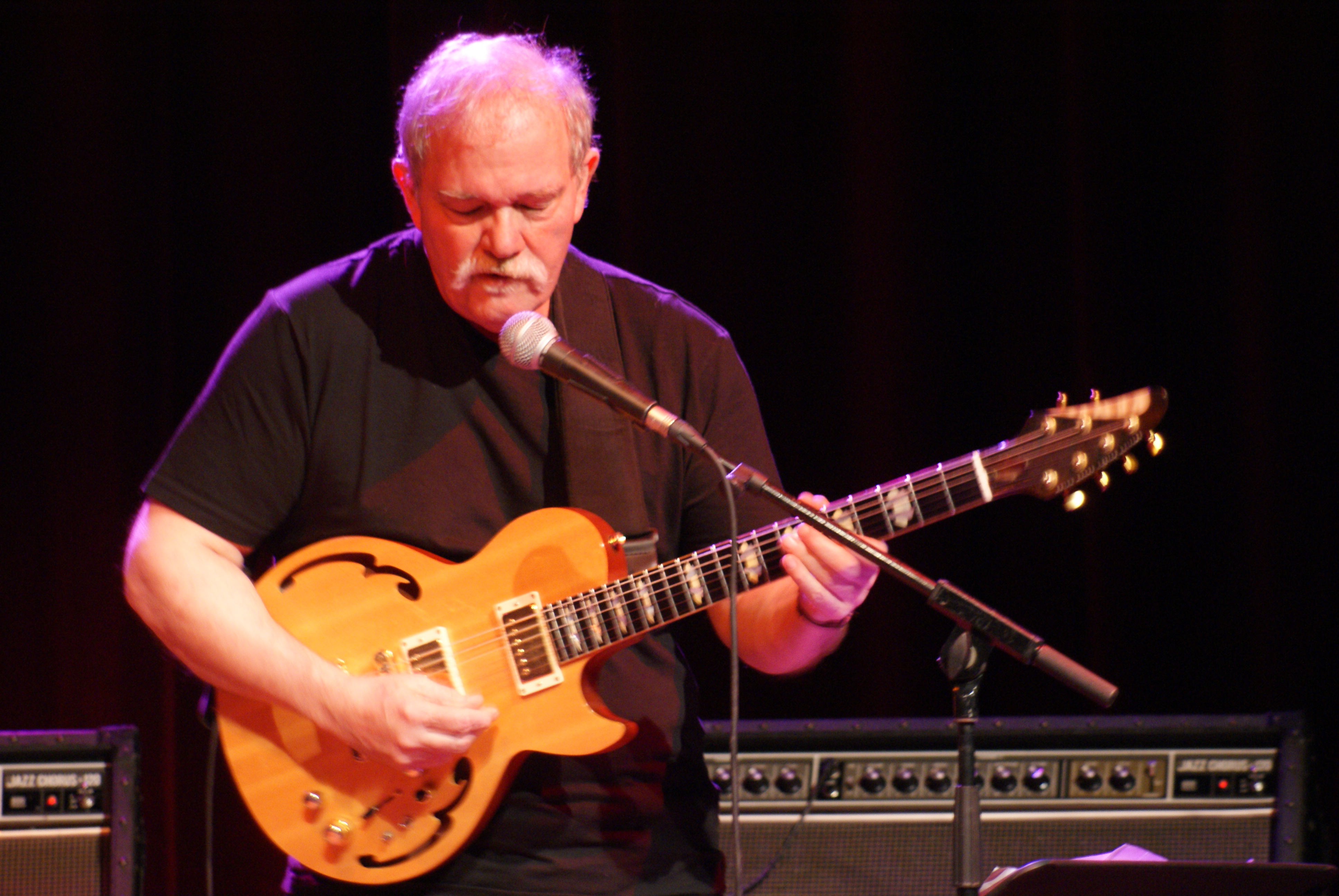
John Abercrombie in Nice, 2008

John Abercrombie (Port Chester (New York), 16 december 1944 – Cortland, 22 augustus 2017) was een Amerikaanse jazzgitarist (elektrische en akoestische gitaren en mandoline). Zijn muziek was een mengeling van jazz (postbop, progressieve jazz), folk en rock. 
Abercrombie groeide op in Greenwich, Connecticut en begon op zijn veertiende gitaar te spelen. Hij studeerde gitaar aan Berklee College of Music, Boston, bij Jack Peterson, alsook harmonieleer en jazztheorie. Zijn vroege voorbeelden waren Jim Hall, Barney Kessel en Tal Farlow.
Zijn carrière begon hij in 1967 als gitarist in de band van blues-organist Johnny 'Hammond' Smith. In 1969 speelde hij in de groep Dreams samen met Michael en Randy Brecker. In New York werd hij een veelgevraagde sessie-muzikant. Hij speelde mee op plaatopnames van onder meer Gil Evans en Gato Barbieri en maakte regelmatig deel uit van de groep van Chico Hamilton. Als gitarist van de groep Spectrum van drummer Billy Cobham begon hij bekender te worden. Op het Montreux Jazz Festival vroeg platenbaas Manfred Eicher van ECM hem voor zijn label op te nemen en in 1974 kwam hierop zijn eerste plaat uit, 'Timeless', met Jan Hammer (keyboards) en Jack DeJohnette (drums). Er zouden er nog vele volgen. In 1975 kwam zijn trio Gateway (met bassist Dave Holland en DeJohnette) met de plaat 'Gateway'. Met dit trio nam Abercrombie vier platen op. In 1979 richtte hij een eigen kwartet op, dat drie platen zou maken.
Abercrombie speelde vaak met DeJohnette samen (onder meer in diens groepen Directions en New Directions), evenals met gitarist Ralph Towner. Eind jaren tachtig en begin jaren negentig speelde hij in het kwintet van trompettist Kenny Wheeler, een andere muzikant die vaak platen voor ECM opneemt. 
Abercrombie werd ook bekend met zijn trio's met Marc Johnson en Peter Erskine, en met organist Dan Wall en Adam Nussbaum. In de band Baseline speelde hij met de Nederlandse contrabassist Hein van de Geyn en drummer Joe LaBarbera. Zijn meest recente kwartet bestond naast hemzelf uit Mark Feldman, Marc Johnson en Joey Baron.

## Discografie (selectie)
- Timeless, ECM, 1974
- Gateway, ECM, 1975
- Sargasso Sea (met Ralph Towner), ECM, 1976
- Characters (solo), ECM, 1977
- Arcade (4tet met Richie Beirach, George Mraz, Peter Donald, ECM, 1978
- Straight flight, JAM, 1979
- Abercrombie Quartet ECM, 1979
- M (met Richard Beirach, ECM, 1980
- Solar (met John Scofield), Palo Alto, 1982
- Night, ECM, 1984
- Current events, ECM, 1986
- Getting there, ECM, 1987
- John Abercrombie / Marc Johnson / Peter Erskine, ECM 1989
- Upon a Time-An Album of Duets, Albion, 1989
- Animato, ECM, 1990
- While we're young, ECM, 1992
- Speak of the devil, ECM, 1993
- Nosmo King, Steeplechase, 1994
- Gateway: Homecoming, ECM, 1994
- In the Moment, ECM, 1994
- Baseline, Challenge, 1995
- Tactics (live), 1996
- Open land, ECM, 1999
- The Hudson Project (met Bob Mintzer, Peter Erskine en John Patitucci), Stretch, 2000
- Class trip, ECM, 2003
- Structures (met Eddie Gómez en Gene Jackson, Chesky, 2006
- The third quartet, ECM, 2007
- Topics (met John Ruocco), Challenge Jazz, 2008
- Wait till You See Her, ECM, 2009
- Within a song, ECM, 2012
- 39 Steps, ECM, 2013